# مسابقه ریاضی ویلیام لاول پاتنام
مسابقه ریاضی ویلیام لاول پاتنام، که اغلب به شکل کوتاه شده مسابقه پاتنام به آن اشاره می‌شود، یک مسابقه سالانه ریاضی مختص دانشجویان کارشناسی در دانشگاه‌های ایالات متحده و کانادا است. (تابعیت دانشجویان اهمیتی برای این مسابقه ندارد). جایزه‌های این مسابقه بورسیه تحصیلی و جایزه‌های نقدی از ۲۵۰ تا ۲۵۰۰ دلار برای دانشجویان برتر و از ۵۰۰۰ تا ۲۵۰۰۰ دلار برای دانشگاه‌های برتر است. علاوه بر این، یکی از پنج دانشجوی برتر (موسوم به Putnam Fellows) می‌تواند بدون شهریه برای تحصیلات تکمیلی به هاروارد برود. اسامی صد شرکت‌کننده برتر در شماره اکتبر نشریه American Mathematical Monthly منتشر می‌شود. مسابقه پاتنام به عنوان یکی از مهم‌ترین مسابقات ریاضی دانشگاهی مطرح است.  دشواری سوالات این مسابقه در حدی است که اغلب  میانه نمره شرکت‌کنندگان صفر یا یک (از ۱۲۰) است.